# Julio Romero de Torres

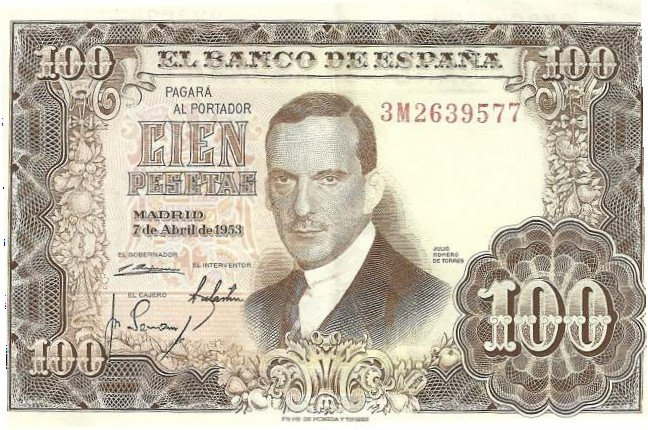
Julio Romero de Torres (100 pesetas, 1953).

Julio Romero de Torres (* 9. November 1874 in Córdoba; † 10. Mai 1930 ebenda) war ein spanischer Maler des Realismus.
Unter seinen Werken finden sich viele Gemälde biblischer Frauen wie Salome, Judith, Martha, Maria, Ruth und Noemie. Daneben malte er Akte (La Saeta, Malagueñas, Carceleras, Cante Jondo), Bildnisse junger Frauen (El Pecado, La Gracia, La nieta de la Trini, Esclava, Desnudo) und Darstellungen spanischer Tänze.
Das Museo Julio Romero de Torres mit einer Vielzahl seiner Gemälde befindet sich in seiner Geburtsstadt Córdoba.
Sein Bildnis erscheint auf einer 100-Pesetas-Banknote, Madrid 7 de Abril de 1953; die Rückseite zeigt eine junge Spanierin.

## Biografie
Julio Romero de Torres war der Sohn des spanischen Malers Rafael Romero Barros, der als Direktor des Fine Arts Museum of Córdoba tätig war. Im Alter von zehn Jahren ging er bei seinem Vater in die Lehre. Im Jahre 1895 hatte er seine erste Ausstellung, für die er viel Anerkennung erhielt.
1928 verschlechterte sich sein Gesundheitszustand aufgrund von Überarbeitung und einer Lebererkrankung zunehmend und die Ärzte rieten ihm zu einer langen Ruhepause. 1930 kehrte er in seine Heimatstadt zurück, um sich zu erholen. Noch im selben Jahr verstarb er im Alter von fünfundfünfzig Jahren.